# ITIH2
ITIH2‏ (Inter-alpha-trypsin inhibitor heavy chain 2) هوَ بروتين يُشَفر بواسطة جين ITIH2 في الإنسان.